# Daniel Gamper
Daniel Gamper (Barcelona, 11 de diciembre de 1969) es un profesor universitario español adscrito a la Universidad Autónoma de Barcelona. Ha concentrado su investigación en el ámbito de la filosofía política, en concreto en teorías de la democracia, la política y la religión. Ha publicado numerosos artículos sobre el papel de las religiones en las sociedades democráticas, los límites del liberalismo y el concepto de tolerancia. Ha traducido obras de autores como Nietzsche, Scheler o Habermas. En 2014 editó el libro La fe en la ciudad secular (Trotta). Es autor de Laicidad europea. Apuntes de filosofía política secular (Bellaterra). Colabora periódicamente en el periódico ARA y en otros medios. En 2019 fue galardonado con el Premio Anagrama de Ensayo por el libro Las mejores palabras. De la libre expresión.En 2024 publica De qué te ríes. Beneficios y estragos de la broma.